# Csány Balázs
Csányi Csány Balázs (fl. 1475–1532), királyi tanácsos, Zala vármegye alispánja, országgyűlési követe, erdélyi sókamara ispánja, földbirtokos.

A Buzád-Hahót nemzetség címere

## Élete
A régi nemesi származású Hahót nemzetségbeli csányi Csány család sarja. Apja Csány János (fl. 1444–1475), földbirtokos, anyja hosszútóti Hosszútóthy Katalin (fl. 1467–1468) volt. Az anyai nagyszülei hosszútóti Hosszútóthy Ambrus (fl. 1444–1456), földbirtokos, aki Zala vármegye alispánja volt 1454 és 1456 között, valamint egervári Egerváry Anna voltak. Csány Balázsnak az első fokú unokatestvére hosszútóti Hosszútóthy György (fl. 1477–1528), Veszprém megye alispánja 1505 és 1510 között, Zala megye alispánja 1510 és 1528 között, veszprémi követ, Szentgyörgyvár várnagya, földbirtokos.
Csány Balázs apja, Csány János a gersei Pethő családnak a familiárisa volt 1453 óta, azonban 1460-as években a Kanizsai családhoz szegődött. Első említése Csány Balázsnak egy 1475-ben kelt oklevélben, amikor Mátyás magyar király megerősítette a korábbi birtokadományt a Csány család számára a Zala megyei Zalacsány, Tilaj, Bocfölde nevű településekre, valamint a Somogy megyei vörsi, és a Vas megyei nagytilaji földekre. Csány Balázs mellett az oklevélben említik a még élő apját, Csány János és nagyapját idősebb Csány Balázst.
A következő említés Csány Balázsról 1490-ből származik birtokügyekben. 1496-ban pert indított rokonai ellen anyai nagyanyja, Egerváry Anna jogán egy Zala-, Vas- és Križevci megyei birtokok miatti örökösödési vita kapcsán. Csány Balázs 1497. október 13-án elzálogosította a kisszőlősi birtokot Csernelházi Dénes akkori zalai alispántól. II. Ulászló magyar király 1498-as királyi oklevele szerint jobbágyai és familiárisai kifosztották az örményesi pálos apátság birtokát (ma Kehidakustányban), amikor illegálisan vadásztak a pálosok erdejében. Csányi Balázsnak konfliktusa volt a rajki Rajky családdal is, akik egyébként testvérének, Csány Miklósnak (fl. 1464–1529) feleségül vette Rajki Veronikát. A zalavári apátság 1499. július 24-i jelentése szerint Sárkány László sérelmezte, hogy rokona, Ferenc kifosztotta a hahóti és a buzádszigeti (vagy sárkányszigeti) földjeit, míg Csányi Balázs nem adta vissza az elfoglalt tormaföldi birtokot és a hozzá tartozó ingóságot. Végül 1500-ban Csányi megegyezett rokonával, a híres ügyvéddel, Rajky Detrével, hogy kölcsönösen visszavonják jogi keresetüket.
Csány Balázs a politikai pályafutását II. Ulászló királyi udvarának tagjaként kezdte, ebben a minőségében először 1500-ban említik. 1500-tól 1501-ig Zala vármegye egyik alispánja volt. E tekintetben először 1500. április 6-án szerepel a korabeli iratokban szenterzsébet Terjék Illés alispán mellett. 1504-ben és 1506-ban ákosházi Sárkány Ferenc mellett a megye kinevezett adószedőjeként (dikátoraként) emlegetik. Kerecseny György és laki Kaczor András társkövetekkel együtt képviselte Zala megyét a rákosi országgyűlésen (1505), ahol a küldöttek elfogadták azt a törvényjavaslatot, amely megtiltotta külföldi királlyá választását, ha Ulászló meghalna fiú utódnélkül. Egy oklevél szerint Csány Balázs és társai bazini Szentgyörgyi Péter királybírótól kértek másolatot az iratról. Addigra jelentős vagyonra tett szert, mivel a "Zala megyei nemesek" (azaz generalis congregatio, a megyei közgyűlés) 1506-ban 1100 forint kölcsönt kértek tőle a militia portalis létrehozására és felszerelésére
Bilkei Irén történész szerint Csány Balázs 1511-ben ismét Zala vármegye alispánja volt, de neve abban az évben nem szerepelt az archontológiai jegyzékekben. Esküdtnek nevezte ki egy tárgyalás során a közgyűlés, amely 1512-ben elítélte a „betiltott” nemeseket. Csány Balázsnak 1513-ból fennmaradt adóbejegyzése szerint hét portája (vagy parasztháza) volt, és Csányban lakott egy kőből épült udvarházban, amelyet később fia, Csány Ákos a 16. század közepén erődítménnyé bővített. Giulio Turco olasz térképész és hadmérnök 1569-ben rajzon ábrázolta az erőd alaprajzát a várak és erődök mellett. A térképek a bécsi Kriegsarchivban jelennek meg. Maga Csány Balázs azonban nem tartott kastélyt.
Rajki Detre mellett a „királyi emberként” emlegették 1516-ban gersei Pethő Tamás törvénysértésgyanú vizsgálata során. Ugyanebben az évben a kisnemesség (az ún. nemesi esküdtek) egyik képviselőjeként Csányit beválasztották a nem sokkal korábban trónra lépő fiatal II. Lajos királyi tanácsába. Lajos király Csány Balázs kérésére megerősítette a földadományokat a Csány családnak. Csány az 1518-as bácsi országgyűlésen Zala vármegye követeként szolgált. 1519-ben ismét a királyi tanács nemesi esküdtjeként emlegették. 1520-ban Kapornay Miklós zalavári apát azt írta okiratában, hogy Csány a zalavári uradalom biztosítékáért cserébe szenterzsébeti Terjék Lászlónak és Istvánnak kezességet vállalt az apátság adósságának megfizetésére. 1520. július 3-án II. Lajos király többek között Csány Balázst bízta meg a budai káptalan jelentésének kivizsgálásával, amely kifogásolta, hogy Kanizsai László katonái megtámadták jobbágyait a karosi és galamboki kápolnabirtokokon. Csány Balázs 1520. szeptember 17-től 1527-ig másodszor (vagy harmadszor) szolgált Zala vármegye alispánjaként. Közben 1523-ban az erdélyi sókamara ispánjaként működött, amint azt saját oklevele is állította. Ezt a tisztséget akkor töltötte be, amikor rokona, a befolyásos csébi Pogány Zsigmond máramarosi sókamara-ispáni méltóságot viselte.
Csány Balázs nem vett részt a mohácsi csatában, ahol rokonai, ákosházi Sárkány Ambrus és csébi Pogány Zsigmond meghaltak. Zala vármegye alispáni tisztét 1527-ig töltötte be. Ebben az évben Gyulafi István és Hásshágyi Dénes mellett ő képviselte megyét a Szapolyai János által összehívott budai országgyűlésen. Ezt követően Csány Balázs fokozatosan visszavonult a közélettől. 1529. január 1-jén Alsókustán földeket vásárolt Hollósi László helyi nemestől. Egy 1531-es megyei dicalis Csány birtokát sorolta fel: 12 porta Csányban és 16 porta Vindornyaszőlősön. Utolsó éveiben bátyja és fiai mellett a nagy hatalmú Nádasdy család szolgált. Fia Csány Ákos urának, Nádasdy Tamásnak, apja Csányi Balázsnak és két testvérének, István és Gergelynek keltezés nélküli levele szerint az oszmán hadjárat és Kőszeg 1532 nyarán történt ostroma után kitört pestisjárványban haltak meg.

## Leszármazottjai
A feleségének a neve ismeretlen, de minden valószínűséggel egy ákosházi Sárkány családból való hölgyet vett el. Csány Balázsnak a gyermekei:
- Csány Miklós (fl. 1500–1542), földbirtokos. Neje: Maráczy Lúcia (fl. 1540–1550). Csány Miklós és Maráczy Lúcia gyermeke: csányi Csány Bernát (fl. 1549–1581), Zala vármegye alispánja, országgyűlési követe, földbirtokos.
- Csány István, a pestisben halt meg 1532-ben.
- Csány János
- Csány Gergely, a pestisben halt meg 1532-ben.
- Csány Ákos (fl. 1515–1575), nagykanizsai várnagy, földbirtokos. Neje: Sitkey Anna.
- Csány Margit. Férje: Háshágyi János.
- Csány Katalin (fl. 1515). Férje: szentbalázsi Zele János (fl. 1503–1517), földbirtokos. Zele János és Csány Katalin fia: Zele Jakab (fl. 1538–1562), nagykanizsai kapitány, Zala megyei hadak kapitánya, Zala vármegye adószedője, földbirtokos.